# Shining (norwegische Band)
Shining ist eine norwegische experimentelle Band, die 1999 als akustisches Jazzquartet in Oslo gegründet wurde. Mit der Zeit änderte sich der Stil der Band unter Einflüssen aus der Metal-Musik, des Progressive Rock sowie der klassischen Musik des 19. und 20. Jahrhunderts in eine experimentellere und extremere Richtung.

## Bandgeschichte
Die Band wurde im Jahr 1999 vom Saxofonisten und Multi-Instrumentalisten Jørgen Munkeby gegründet. Munkeby war nach Oslo gezogen, um an der Norwegischen Musikhochschule zu studieren und suchte Mitmusiker für ein Konzert, das er bereits gebucht hatte. Da er niemanden in Oslo kannte, suchte er Musiker unter seinen Kommilitonen. Hier fand er den Bassisten Aslak Hartberg, den Schlagzeuger Torstein Lofthus und den Pianisten Morten Qvenild.
Das Debütalbum Where the Ragged People Go wurde am 5. November 2001 veröffentlicht.
Das zweite Album Sweet Shanghai Devil erschien zwei Jahre später über das Label Jazzland Recordings.

## Stil

### Musik
Zur Zeit des ersten Albums Where the Ragged People Go, in der die junge norwegische Jazz-Szene vom Nu Jazz dominiert wurde, kam Shining eine hohe Aufmerksamkeit zu, da sie modernen und energischen, akustischen Jazz spielten. Der von John Coltrane und Ornette Coleman beeinflusste Sound der Band wurde auf Sweet Shanghai Devil weiter entwickelt. Die Musik wurde freier und die Band ließ mehr Einflüsse von außerhalb der Jazz-Musik einfließen, blieb aber gleichzeitig eine Akustik-Jazz-Band.
Der Stil des Albums Blackjazz kann als Progressive Metal mit starkem Jazz-Einfluss beschrieben werden. Der Gesang ist meist geschrien.

### Konzept und Texte
Die Texte auf Blackjazz sind durchgehend in englischer Sprache verfasst.

## Diskografie
- 2001: Where The Ragged People Go
- 2003: Sweet Shanghai Devil
- 2005: In The Kingdom Of Kitsch You Will Be A Monster
- 2007: Grindstone
- 2010: Blackjazz
- 2013: One One One
- 2015: International Blackjazz Society
- 2018: Animal